# Dzieci Podlasia

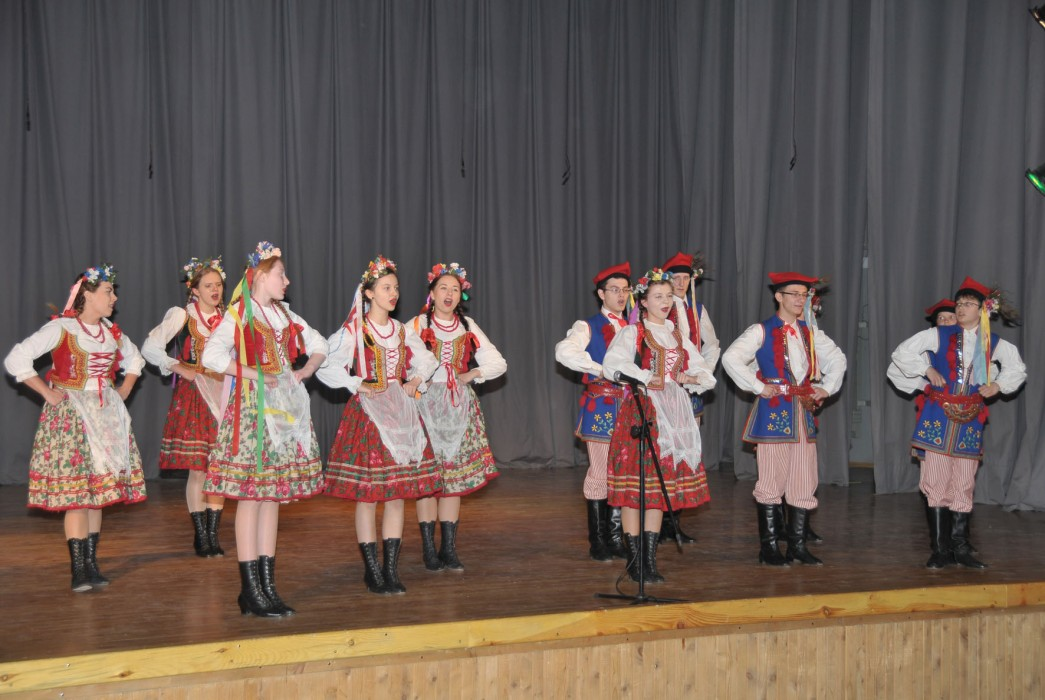
Zespół tańczący Krakowiaka

Zespół Pieśni i Tańca Ludowego "Dzieci Podlasia" - powstał w roku 1983r. przy Spółdzielni Mieszkaniowej w Międzyrzecu Podlaskim.
W roku 1991r. zespół przeniósł swoją siedzibę do Miejskiego Ośrodka Kultury. 
Działa pod kierunkiem instruktor i choreograf Ewy Bernatowicz. Na zajęcia uczęszcza obecnie 50 osób w III grupach wiekowych.

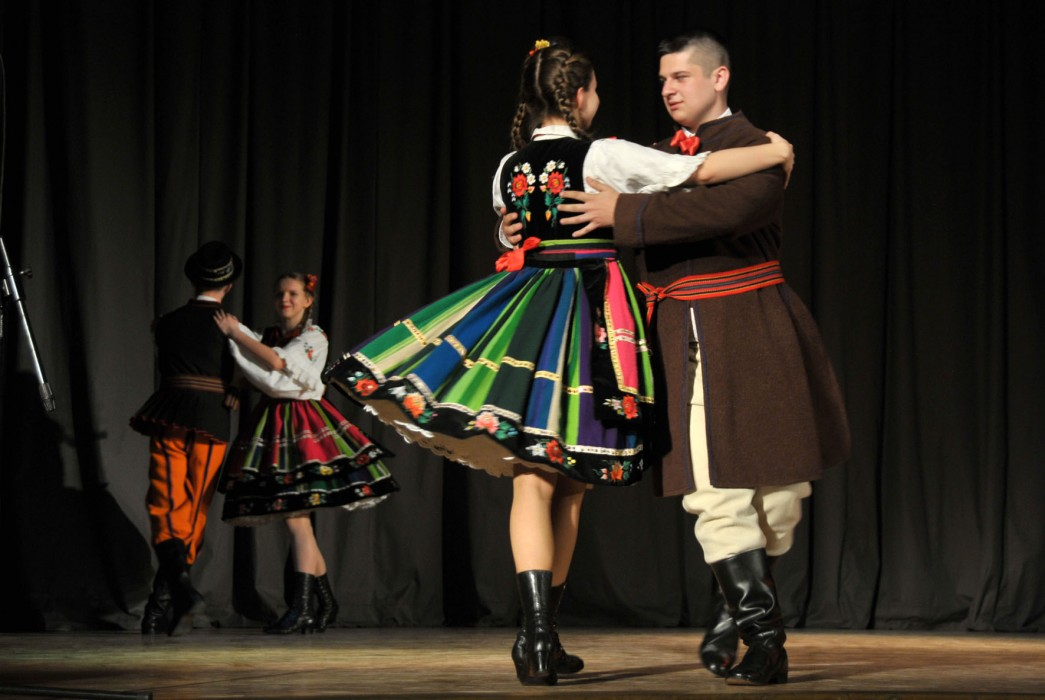
Grupa III zespołu w stroju łowickim

Zespół występuje w pięknych strojach: podlaskich, lubelskich, łowickich, krakowskich, rzeszowskich, mołdawskich, Beskidu Śląskiego oraz kontuszach szlacheckich. Dorobił się także wspaniałego repertuaru - są to m.in.: polonez, mazur, kujawiak, krakowiak, wiązanka tańców lubelskich, tańce podhalańskie, zabawy dziecięce na Podlasiu, tańce śląskie, beskidzkie, rzeszowskie, mołdawskie i wiele innych.
Do najważniejszych wydarzeń artystycznych Zespołu należą: udział w festiwalach i przeglądach m.in.: w Olsztynie, Krakowie, Zielonej Górze, Białej Podlaskiej, Kielcach, Częstochowie, Radomiu, Stalowej Woli, Łodzi, Krakowie, Chełmie, Włodawie, Lubartowie, z których to "Dzieci Podlasia" zawsze wracały nagrodzone np.: Grand Prix na Festiwalu Folkloru w Świnoujściu, czy udział w II Międzynarodowym Festiwalu Folklorystycznym "Eurofolk 2006" w Malborku.

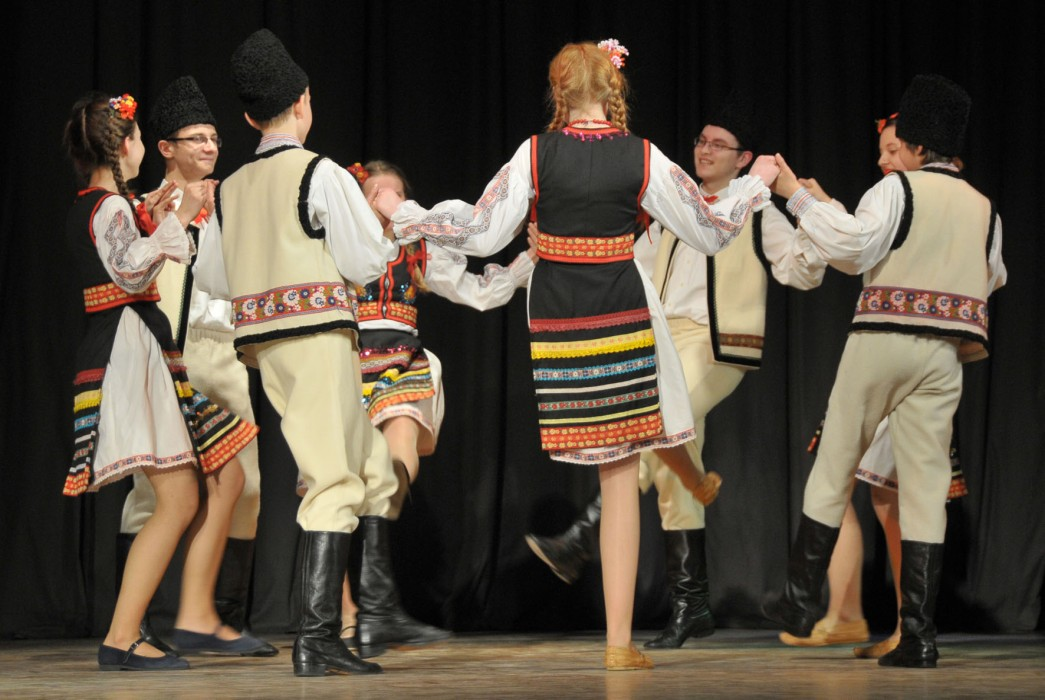
Zespół wykonujący tańce mołdawskie

Zespół wielokrotnie koncertował w Polsce i poza granicami kraju m.in.: w Belgii, Niemczech, Francji, na Białorusi, Ukrainie, Litwie oraz w Serbii i Chorwacji oraz w Czarnogórze.